# Скверсьяти, Марина
Мари́на Скверсья́ти (англ. Marina Squerciati) — американская актриса.

## Биография
Скверсьяти выросла в Нью-Йорке и в 2003 году окончила Северо-Западный университет. Она появилась в нескольких Нью-Йоркских театральных постановках, прежде чем дебютировать на бродвейской сцене в пьесе «Быть или не быть» в 2008 году. С тех пор Скверсьяти появилась в нескольких телевизионных шоу, включая «Закон и порядок: Специальный корпус», «Закон и порядок: Преступное намерение» и «Хорошая жена», а в 2011-12 годах имела второстепенную роль в «Сплетница».
В 2014 году Скверсьяти начала сниматься на регулярной основе в сериале NBC «Полиция Чикаго».
В начале мая 2017 года Марина родила дочь.

## Фильмография
| Год  | Название на русском                 | Название на английском              | Роль               | Примечания             |
| ---- | ----------------------------------- | ----------------------------------- | ------------------ | ---------------------- |
| 1993 | Щелкунчик                           | The Nutcracker                      | Мышь               |                        |
| 2006 |                                     | Hold                                |                    | Короткометражный фильм |
| 2009 | Простые сложности                   | It’s Complicated                    | Мелани             |                        |
| 2012 | Альтер Эго                          | Alter Egos                          | Доктор Сара Белло  |                        |
| 2012 | Фрэнсис Ха                          | Frances Ha                          | Официантка в Клубе |                        |
| 2013 | Искры                               | Sparks                              | Доун               |                        |
| 2013 | Облачно, возможны осадки: Месть ГМО | Cloudy with a Chance of Meatballs 2 |                    | Дополнительные голоса  |
| 2014 | Прогулка среди могил                | A Walk Among the Tombstones         | Владелица          | Не указана в титрах    |
| 2017 | Маршалл                             | Marshall                            | Стелла Фридман     |                        |

| Год                | Название на русском                   | Название на английском            | Роль                   | Примечания                       |
| ------------------ | ------------------------------------- | --------------------------------- | ---------------------- | -------------------------------- |
| 2009               | Закон и порядок: Преступное намерение | Law & Order: Criminal Intent      | Бетси Нейлор           | Эпизод: «Revolution»             |
| 2010               | Хорошая жена                          | The Good Wife                     | Шерил Уилленс          | Эпизод: «Infamy»                 |
| 2010               | Схватка                               | Damages                           | Энн Коннел в молодости | Эпизод: «Tell Me I’m Not Racist» |
| 2011               | Голубая кровь                         | Blue Bloods                       | Кэмерон                | Эпизод: «Model Behavior»         |
| 2011               | Закон и порядок: Специальный корпус   | Law & Order: Special Victims Unit | Энни Майерс            | Эпизод: «Delinquent»             |
| 2011—2012          | Сплетница                             | Gossip Girl                       | Алессандра Стил        | 8 эпизодов                       |
| 2014               | Американцы                            | The Americans                     | Ирина                  | Эпизод: «Duty and Honor»         |
| 2014 — наст. время | Пожарные Чикаго                       | Chicago Fire                      | Офицер Ким Берджесс    | Второстепенная роль              |
| 2014 — наст. время | Полиция Чикаго                        | Chicago P.D.                      | Офицер Ким Берджесс    | Регулярная роль                  |